# Palle Huld
Palle Huld (ur. 2 sierpnia 1912 w Hellerup, zm. 26 listopada 2010 w Kopenhadze) – duński aktor teatralny i filmowy.
Ma na swoim koncie ponad 40 ról filmowych, szczególnie popularny był w latach 60. Z zawodu wycofał się w 2000 r.

## Wybrana filmografia
- Poeten og Lillemor i forårshumør (1961)
- Der brænder en ild (1962)
- Kampen om Næsbygård (1964)
- School for Suicide (1964)
- Me and My Kid Brother (1968)
- Mig og min lillebror og storsmuglerne (1968)
- Olsen banden ser rødt (1976)